# Sedullos
Sedullos, mort en 52 av. J.-C. au siège d'Alésia, était un aristocrate gaulois du peuple des Lémovices.

## Biographie
Il vient à la tête d'un grand contingent de dix mille soldats au sein de l'armée de secours levée pour dégager l'oppidum d'Alésia assiégé par Cesar et commandée par l'Arverne Vercassivellaunos, Commios l'Atrébate et les Éduens Viridomaros et Éporédorix .
Sa mort est évoquée par Jules César dans la Guerre des Gaules : « Sedullus dux et princeps Lemovicum Aremoricorum occiditur » (« Sedullos, duc et prince des Lémovices armoricains est tué »).
Sa tombe est sise sur la route D 173E, route de Sédulix, sur la commune de Saint-Salvadour, dans le département de la Corrèze, en Limousin (Nouvelle Aquitaine).